# Jensenobotrya lossowiana

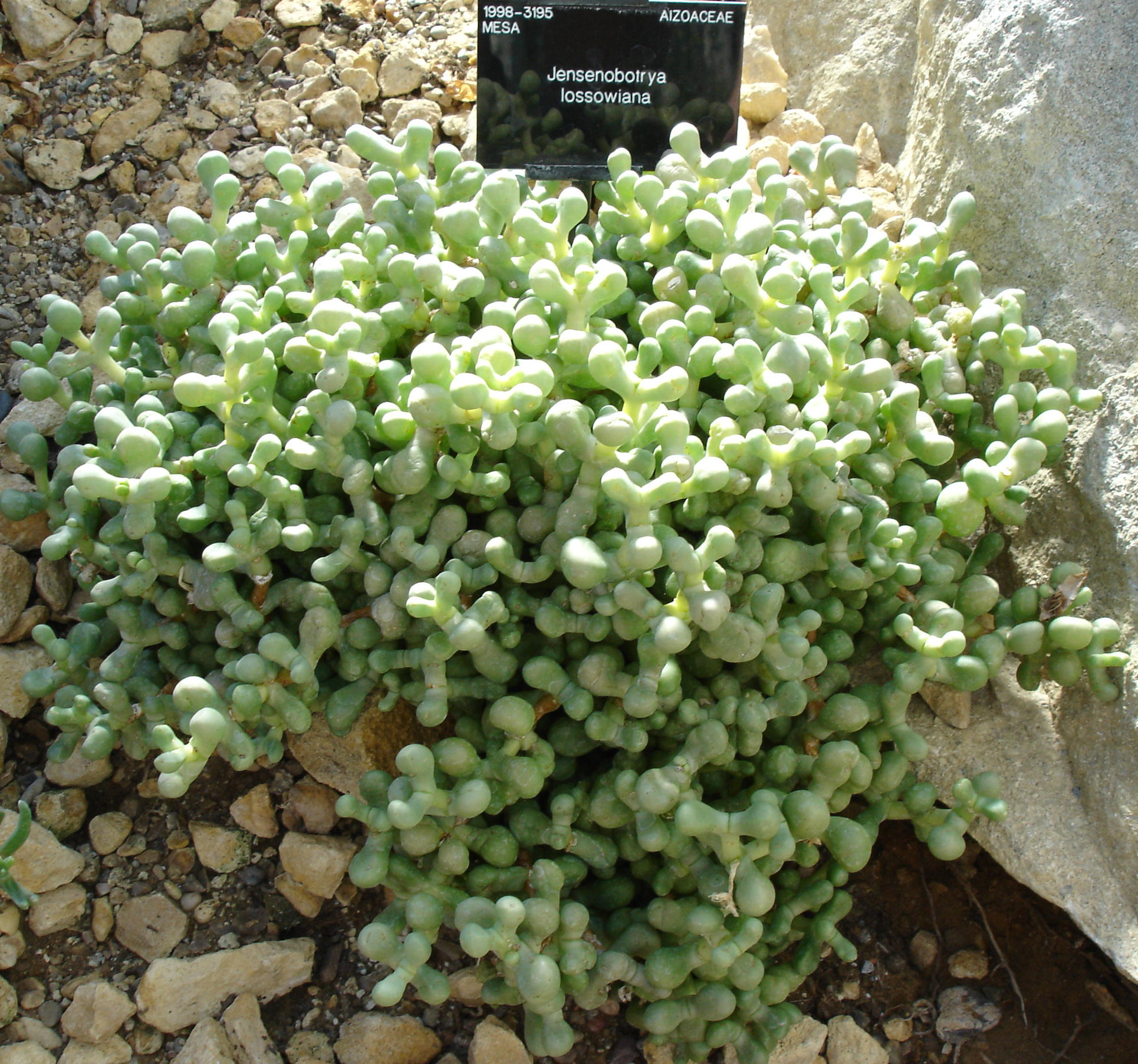
Patrovité uspořádání mladých větviček s listy

Jensenobotrya lossowiana je nizoučká sukulentní rostlina, jediný druh rodu Jensenobotrya. Díky tomu, že roste pouze na jediném místě, na špatně přístupných pískovcových skalách v  mořské zátoce Spencer Bay v jižní Namibii na západním pobřeží Afriky, byla objeven až roku 1951. Na území výskytu, do oblasti diamantonosných písků, je jednak vstup zakázán a dále s ohledem na vysoké písečné duny blízké Namibské pouště tam v okolí nejsou žádné komunikace. Místo v nadmořské výšce 15 až 200 m je přístupné pouze lodí.

## Ekologie
Rostliny na kamenitých stanovištích rostou v neplodné písčité půdě mezi kameny, mnohdy je svými dlouhými kořeny zakotvená ve skalních štěrbinách a visí z nich až metr dlouhými, ztlustlými větvemi. Na tomto území je déšť ojedinělým přírodním jevem (prší jen v zimě a průměrně 15 až 20 mm za rok) a rostliny získávají vláhu hlavně kořeny z vysrážené rosy stékající po skalách a listy z pravidelných nočních mlh přicházejících od Atlantského oceánu omývajícího pobřeží studeným Benguelským proudem.
Ve volné přírodě se dožívají odhadem asi 100 a více let, v kultuře je jejich životnost podstatně kratší a patří k vzácným rostlinám.

## Popis
Tato vytrvalá, stálezelená rostlina je nízký, poléhavý nebo převislý keř s vláknitými kořeny vytvářející husté koberce až 1 m². Staré větve jsou křehké, mají hnědou až černou, odlupující se a podélně popraskanou kůru, jsou holé a mohou být až 7 cm tlusté. Mladší odbočky o průměru okolo 0,5 cm jsou hnědé a hustě porostlé vstřícnými, oválnými a silně masitými listy, které vzhledem připomínají hrozny vína. Slabě kýlnaté listy, dlouhé do 1,5 cm, jsou hladké a bývají šedozelené, narůžovělé, načervenalé nebo purpurově zelené. Mladé větvičky nesou druhou až třetí řadu vztyčených odboček s listy, které způsobují zahuštění celé rostliny a tím dokonalé zužitkování vzdušné vlhkosti.
Kolovité, oboupohlavné květy bez listenů vyrůstají na vztyčených, 1 cm dlouhých stopkách z konců větviček a mívají až 2,5 cm v průměru. Kališních lístků je pět, bývají asi 5 mm dlouhé, načervenalé a mají tupé konce a okraje průsvitné. Korunní lístky jsou bílé nebo narůžovělé, bývá jich 40 až 60, jsou 10 × 2 mm velké a rostou ve dvou kruzích. Mnoho (170 až 250) bílých, 3 mm dlouhých plodných tyčinek roste v květu rozptýleně a mají žluté prašníky. Plochý nebo mírně vypuklý semeník nese ve středu květu mezi tyčinkami pět blizen. Po okraji květu jsou umístěny nektaria. Rostliny řídce vykvétají v průběhu celého roku, nejvíce ale na jaře.
Plody jsou nálevkovité, pětidílné tobolky asi 1 cm velké. Ve zralosti se působením vlhkosti otvírají pěti chlopněmi a vypadávají z nich červenohnědá, oválná semena asi 1 mm velká. Rostlina se mimo semeny snadno množí řízky vysazenými do písku.

## Ohrožení
Rostliny jsou na svém stanovišti poměrně dobře chráněny, z jedné strany oceánem a z druhé písečnými přesypy. Na tomto pustém, odlehlém a těžko dostupném místě se nevyskytují ani zvířata, která by je mohla poškodit a celá rostlinná populace se zdá být stabilní. Z důvodu rozšíření pouze na jediném místě je však Jensenobotrya lossowiana považována Mezinárodním svazem ochrany přírody (IUCN) za ohrožený druh.